# André Campra
André Campra (Ais de Provença, 4 de desembre de 1660 – Versalles, 29 de juny de 1744) fou un compositor francès, famós en el període comprès entre Lully i Rameau. Conegut per ser l'introductor del gust italià en la música francesa.
Feu els primers estudis musicals sota la direcció de Guillaume Poitevin, beneficiat de l'església metropolitana del Salvador; molt jove encara, fou mestre de capella de la catedral de Toló (1679), més tard de la d'Arle (1681) i finalment de la de Tolosa de Llenguadoc (1683), el 1694 es traslladà a París per desenvolupar idèntiques funcions a l'església dels jesuïtes i poc després a la catedral de Nôtre-Dame.
Com que aquest càrrec li impedia dedicar-se a la composició i direcció d'òperes renuncià a ell, després d'haver-ne estrenat dues amb gran èxit, emprant el nom del seu germà Josep. El 1722 va obtenir el nomenament de mestre director de la capella reial i a partir de llavors va escriure sobretot obres religioses.
Entre les seves òperes més notables citarem: 
- L'Europe galante (1697)
- Le carnaval de Venice (1699)
- Hesione (1700)
- Aréthuse (1701)
- Tancrède (1701)
- Les Muses (1703)
- Iphigénie en Tauride (1704)
- Telémaque (1704)
- Alcine (1705)
- Hippodamie (1708)
- Les fêtes venitiennes (1710), en aquesta òpera debutà en el ballet la jove ballarina Marie Sallé.[3]
- Idomenée (1712)
- Les amours de Mars et Venus (1713)
- Camille (1717)
- Les âges (1718)
- Achille et Déidamie (1736).

En elles destaca principalment com a compositor inspirat en les escenes idíl·liques, ratllant a gran altura en les circumstàncies passionals, que brillen especialment en Idomenée. Amb L'Europe galante presentà un nou gènere de composicions que participava de l'òpera i el ball, i que es va anomenar òpera-ballet. Les seves composicions, fàcils i elegants, són un model de l'art delicat i lleuger del segle xviii.
A més de les òperes citades se li deuen gran nombre de composicions destinades en la seva major part a les festes que celebrava la cort a Versalles, de les quals malgrat que se n'han perdut moltes, es publicaren tres llibres de cantates (1708-28), cinc llibres de motets (1695-1720) i quatre misses (1700).
Entre les obres més notables en aquest gènere que se li deuen hi figuren: Venus (1698); Le Destin du nouveau siècle (1700); Les fêtes de Corinthe (1717); Le Génie de la Bourgogne (1732) i Les noces de Venus (1740). També destaca el seu Rèquiem. Algunes de les òperes de Campra figuren en la col·lecció dels Chefs d'oeuvre de l'Opéra français, de Michaelis.